# Unbipentio
El unbipentio, o eka-neptunio es el nombre temporal de un elemento químico hipotético de la tabla periódica que tiene el símbolo temporal Ubp y número atómico Z=125. Los cálculos han mostrado que 332Ubp sería el isótopo más estable.

## Nombre
El nombre unbipentio es un nombre sistemático de elemento, que se emplea como marcador de posición hasta que se confirme su existencia por otro grupo de investigación y la IUPAC decida su nombre definitivo. Este es un elemento transuránico (aquellos después del uranio) y son siempre artificialmente producidos. Habitualmente, se elige el nombre propuesto por el descubridor.
El elemento 125 es de interés porque es parte de la hipotética isla de estabilidad.